# 無慮県
無慮県（むりょ-けん）は中華人民共和国遼寧省にかつて存在した県。現在の北鎮市南東部に相当する。
前漢により設置され、後漢末に廃止された。